# Luzulaspis caricis
Luzulaspis caricis är en insektsart som först beskrevs av Edward MacFarlane Ehrhorn 1902.
Luzulaspis caricis ingår i släktet Luzulaspis och familjen skålsköldlöss. Inga underarter finns listade i Catalogue of Life.